# Noilly Prat

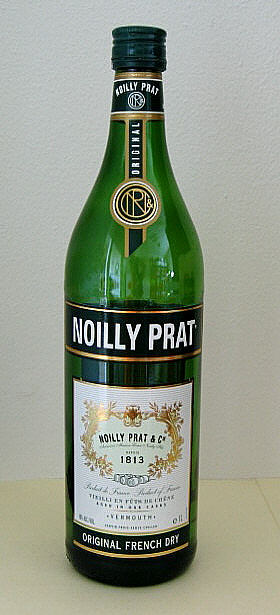
Noilly Prat

Noilly Prat är den första kända vermouthen och tillverkas av druvor odlade vid Marseillan i det franska departementet Hérault. Originalreceptet tros ha tagits fram av Joseph Noilly år 1813. Namnet Noilly Prat är en sammansättning av två efternamn, efter "uppfinnaren" Joseph Noillys son och svärson.
Originalet Noilly Prat är ett torrt vitt starkvin, med en volymprocent på 18. Mest känt är vinet som drinkingrediens i drinken Dry Martini. Idag görs fler än bara den vita torra varianten av Noilly Prat, bland annat en röd söt vermouth. Oftast refereras denna till som Red Noilly Prat, medan den vita, "originalet" refereras till som Dry Noilly Prat.

## Ägarförhållanden
Varumärket Noilly Prat innehas av företaget Martini&Rossi som även innehar "Martini" ett annat större varumärke för vermouths.

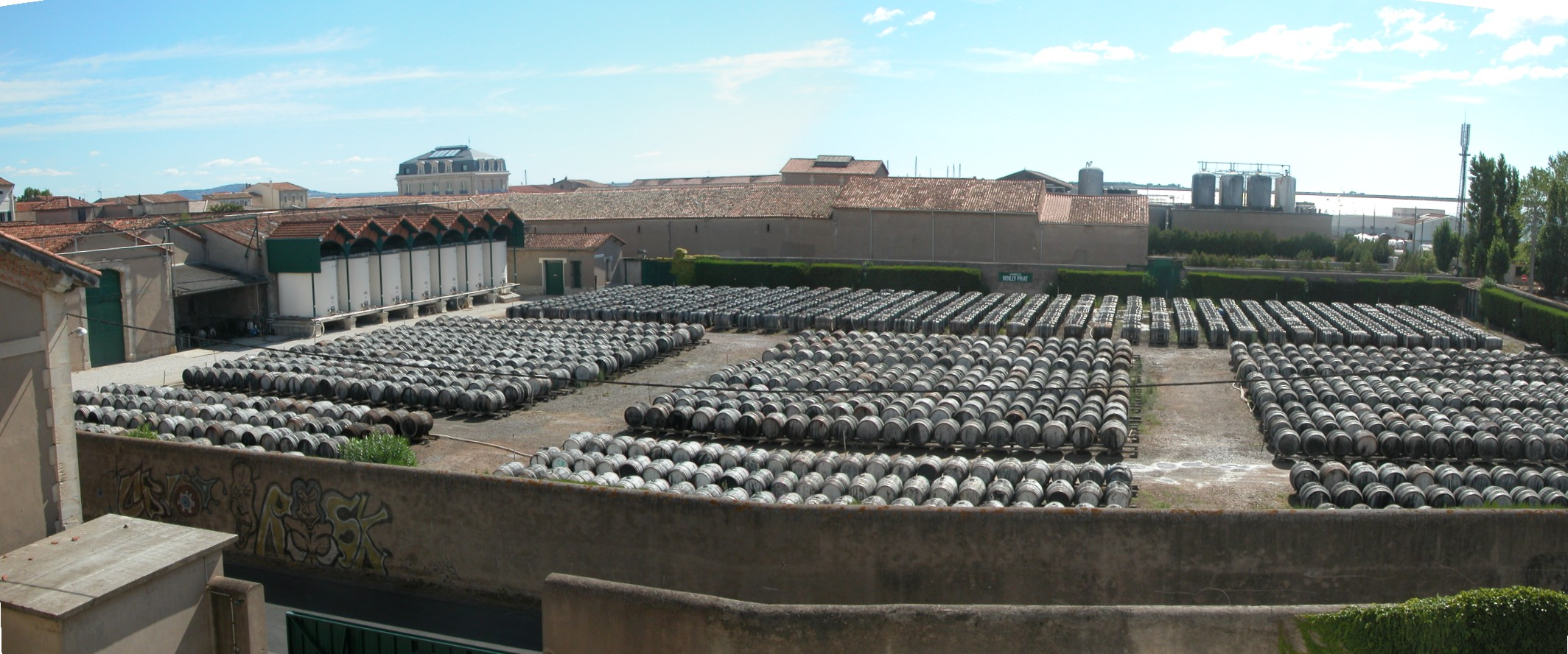
Tunnor med Noilly-Prat i Marseillan
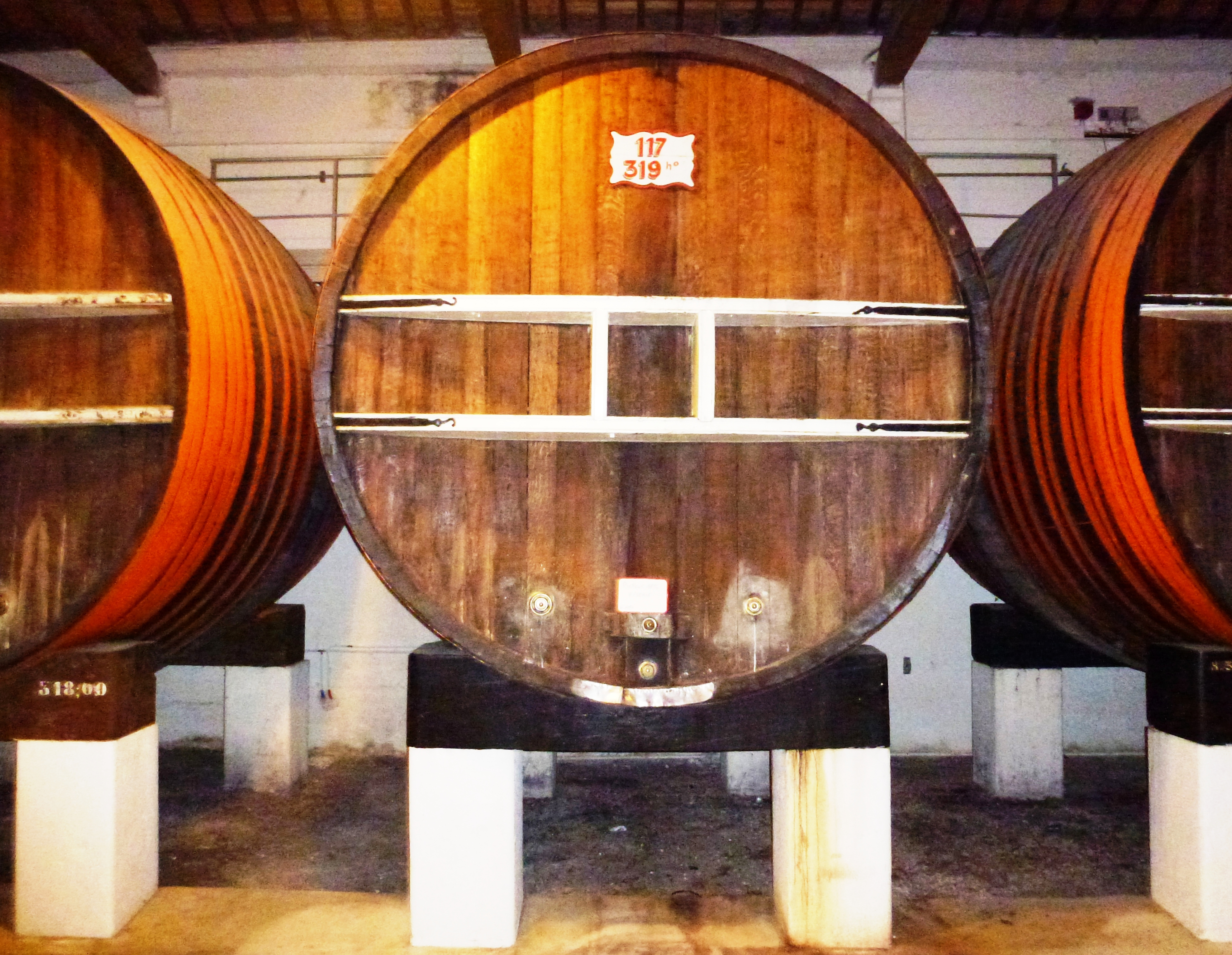
Barrels for maturing the wine
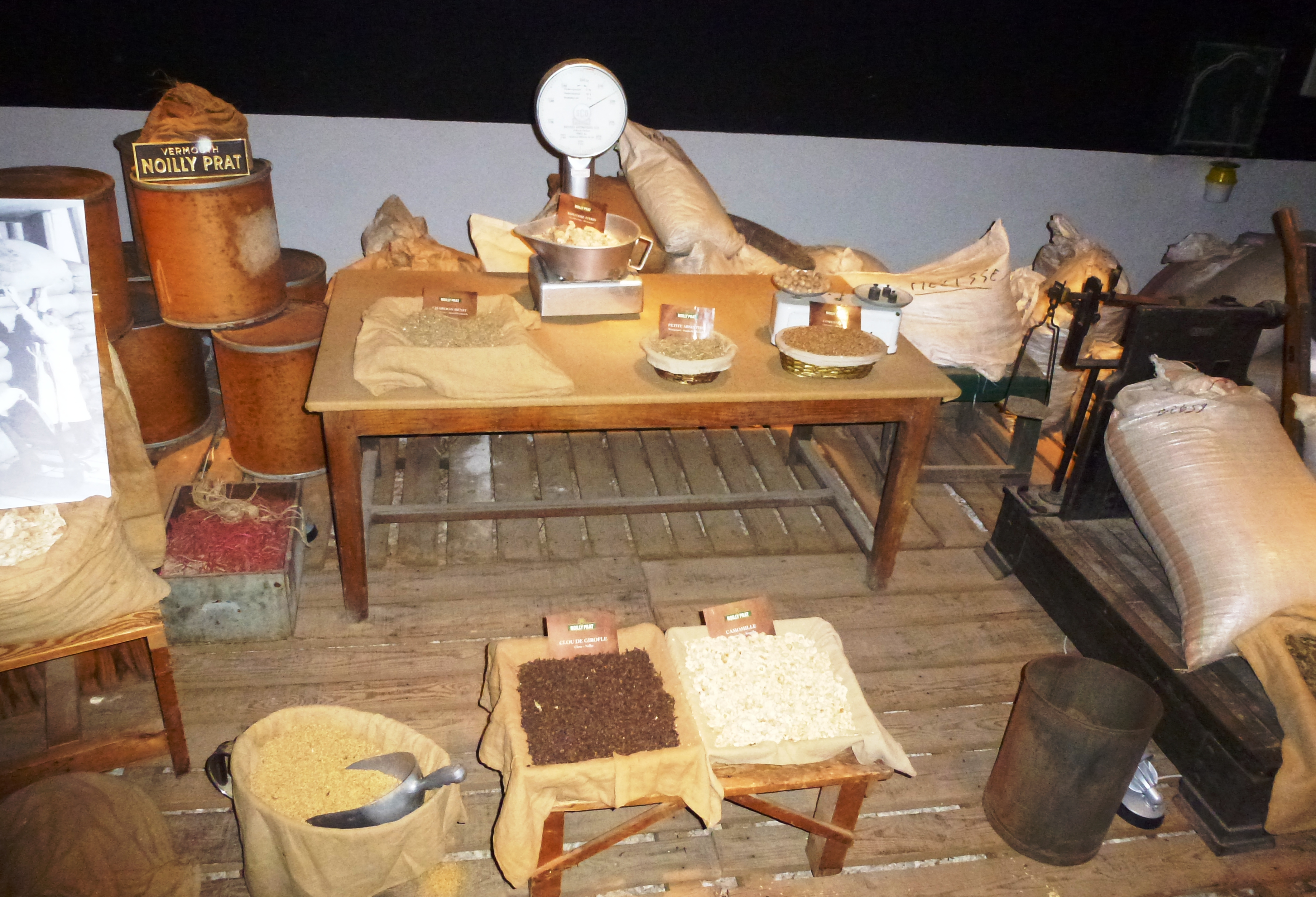
Herbes workshop
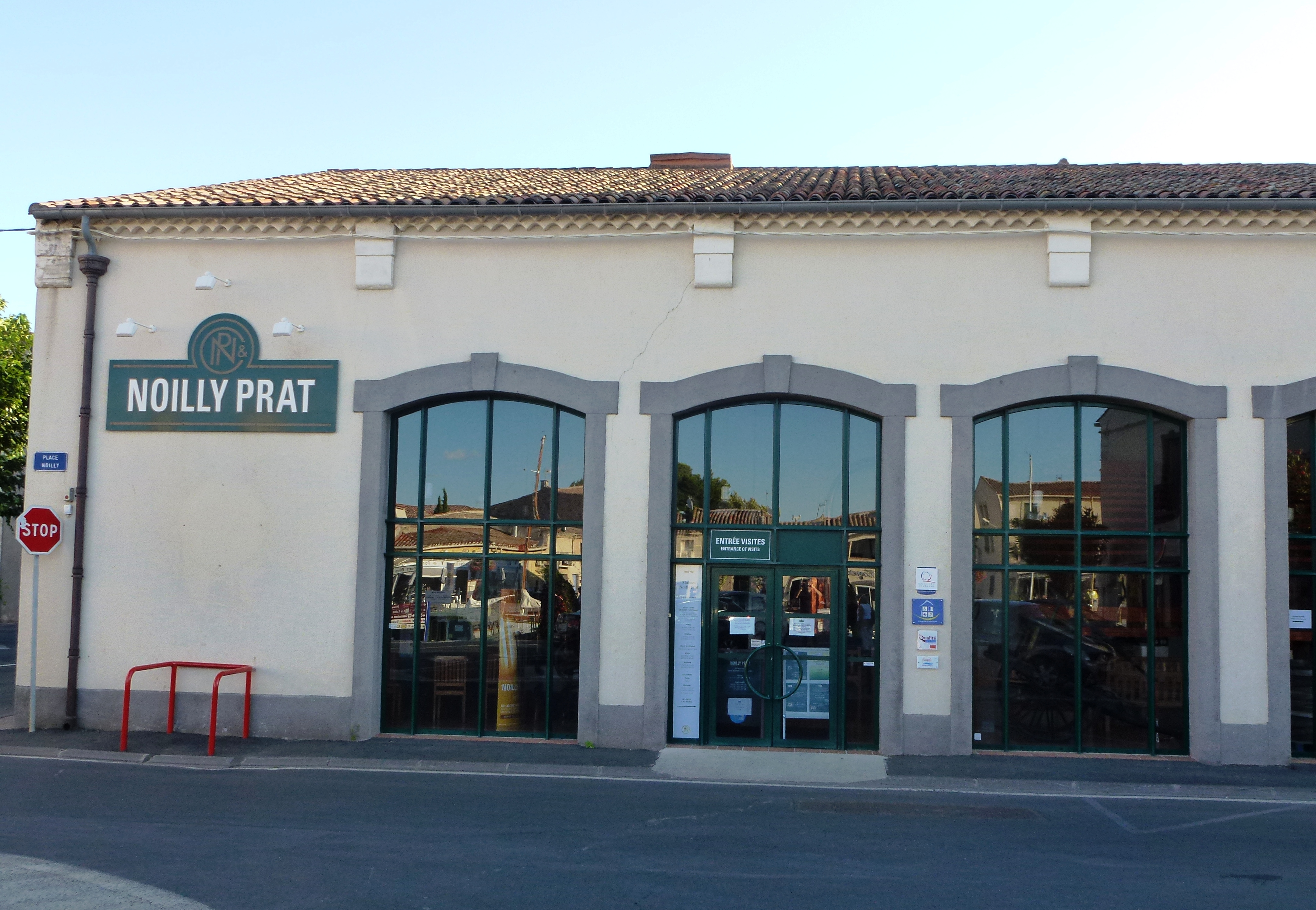
Produktion i Marseillan